# Tin & Tina
Tin & Tina és una pel·lícula de terror psicològic-thriller del 2023 dirigida per Rubin Stein, protagonitzada per Milena Smit i Jaime Lorente.  al costat de Carlos González Morollón i Anastasia Russo. És una adaptació del curtmetratge homònim del 2013.

## Argument
A principis dels anys 80 a Espanya, Lola, una dona embarassada, es casa amb Adolfo, l'home que presumptament la va deixar embarassada. Durant el seu casament, la Lola pateix un avortament involuntari i li diuen que ja no pot tenir fills, la qual cosa la submergeix en la depressió. Adolfo parla amb la Lola perquè adopti nens de l'orfenat del convent proper, i els dos acaben adoptant Tin i Tina, bessons albins d'una edat més gran que la que la parella havia pensat adoptar. Els bessons comparteixen un regal per la música i les creences religioses especialment fortes que inquieten una mica Lola. Encara que Adolfo i Lola no són religiosos, pretenen ser-ho per fer feliços els bessons. Tanmateix, aviat, les estranyes creences religioses dels bessons comencen a molestar Lola mentre juguen a jocs bíblics inquietants que són pràcticament letals, i després que el gos de la Lola la mossega, el maten per "netejar-li l'ànima" sense adonar-se que no tornarà a vida després. Quan els bessons reben la seva primera comunió, un company de classe que els va intimidar cau en coma, i la Lola sospita que els bessons n’estaven al darrere. La Lola finalment s'assabenta que el nen ha mort, però Adolfo es nega a creure-la i no sembla massa preocupat pel comportament dels bessons.
La Lola es desmaia la nit de cap d'any i descobreix que està embarassada, per a la seva sorpresa i horror. Els bessons estan sobreexcitats per tenir un germà petit, i la Lola es va allunyant d'ells. Després que Tin i Tina lliguen la Lola i intentin injectar-li una xeringa potencialment plena de verí per "alimentar el nadó", la Lola aixeca un ganivet per defensar-se, per sorpresa d'Adolfo; trenca aigües en aquell moment, i després que la Lola pareixi, els bessons comparteixen amb entusiasme que volen batejar el nadó. Quan Lola es nega, els nens gairebé ofeguen el nadó intentant batejar-lo ells mateixos, i Adolfo crema la seva Bíblia. La relació de la Lola i l'Adolfo comença a trencar-se després que Tin i Tina són enviats de nou al convent, i després que Lola es pregunti si haurien de casar-se o no, es produeix un incendi de la casa, cremant Adolfo fins a la mort i Lola perd el seu nadó en el caos. Sospitant que els nens estan involucrats, Lola intenta parlar amb Déu gairebé matant-se i després troba el seu nadó, després del qual fuig de la casa en flames.
La Lola es desperta en un hospital i rep la visita del cap del convent d'on va adoptar Tin i Tina. El cap li diu que el seu marit va morir i que va ser colpejat per un llamp. Informa a Lola que ella i el seu nadó van sobreviure, la qual cosa va ser un miracle. La Lola pregunta sobre el parador dels nens durant aquella nit i s'assabenta que aparentment van estar tota la nit al convent. El cap li assegura que els nens sempre han estat innocents i la Lola ho creu. La pel·lícula acaba amb la Lola al funeral del seu marit, i ha tornat a adoptar Tin i Tina.

## Repartiment
- Milena Smit com Lola[2]
- Jaime Lorente com Adolfo[2]
- Carlos González Morollón com Tin[5]
- Anastasia Russo com Tina[5]
- Teresa Rabal com sor Asunción[5]
- Ruth Gabriel com mare Pedrito[5]
- Chelo Vivares[3]
- Luis Perezagua[3]

## Producció

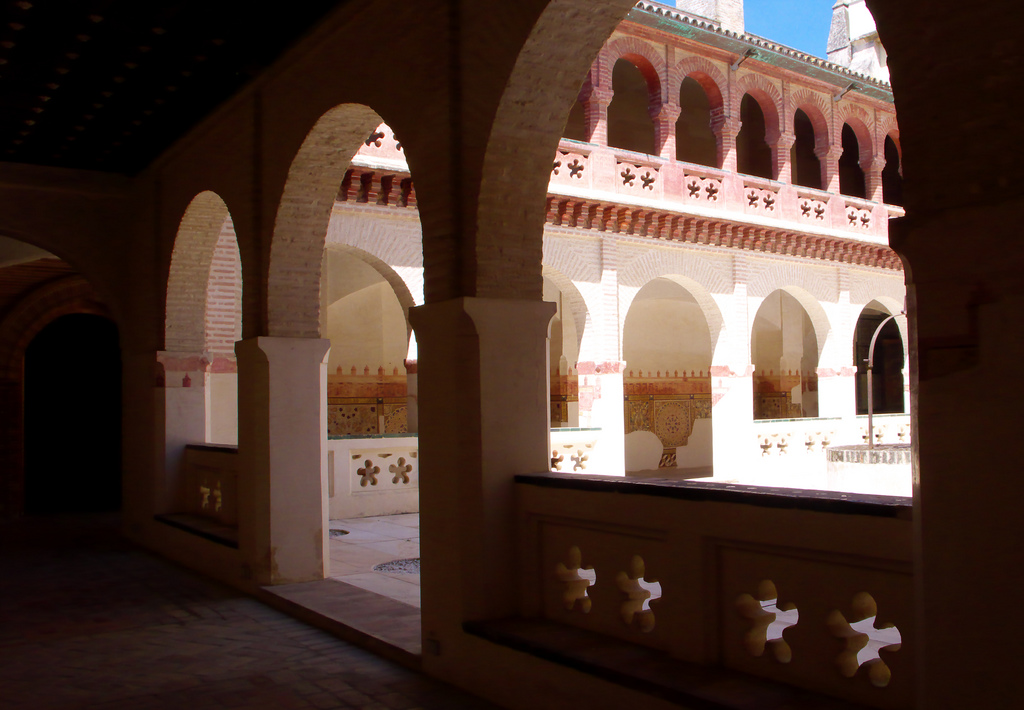
El metratge es va rodar al claustre del monestir de San Isidoro del Campo a Santiponce.

Tin & Tina és l'adaptació al llargmetratge del curtmetratge del mateix nom del 2013 dirigit per Rubin Stein. Amb Olmo Figueredo González-Quevedo com a productor, la pel·lícula va ser produïda per La Claqueta PC i Tin&Tina La Película AIE juntament amb Miami Film Gate i Andarams Films, amb la participació de Canal Sur Radio y Televisión i Netflix, suport de l'ICAA i Agencia Andaluza de Instituciones Culturales, i la col·laboració de Latido Films. El rodatge va començar el 27 de juliol de 2021. Rodat a la província de Sevilla, els llocs de rodatge inclouen l'Hacienda San Felipe a Gerena i el Monestir de San Isidoro del Campo a Santiponce.

## Estrena
Filmax va assegurar la distribució nacional de la pel·lícula a Espanya. La pel·lícula estava programada per rebre una projecció prèvia al festival FANT de Bilbao el 23 de març de 2023. Tenia una data d'estrena provisional a Espanya fixada per al 24 de març de 2023. El seu llançament es va avançar fins al 31 de març de 2023.

## Recepció
Al lloc web de l'agregador de ressenyes Rotten Tomatoes, el 50% de les vuit crítiques són positives, amb una valoració mitjana de 6,10/10.

## Repartiment
| Any  | Premi               | Categoria                     | Nominat                                                          | Resultat | Ref    |
| ---- | ------------------- | ----------------------------- | ---------------------------------------------------------------- | -------- | ------ |
| 2024 | 3rs Premis Carmen   | Millor direcció artística     | Vanesa de la Haza                                                | Pendent  | [ 12 ] |
| 2024 | 3rs Premis Carmen   | Millor fotografia             | Alejandro Espadero                                               | Pendent  | [ 12 ] |
| 2024 | 3rs Premis Carmen   | Millor disseny de vestuari    | Lourdes Fuentes                                                  | Pendent  | [ 12 ] |
| 2024 | 3rs Premis Carmen   | Millor maquillatge i pentinat | Anabel Beato, Carmela Martín, Eduardo Pérez                      | Pendent  | [ 12 ] |
| 2024 | 3rs Premis Carmen   | Millors efectes especials     | Juan Ventura Pecellín, Amparo Martínez Barco                     | Pendent  | [ 12 ] |
| 2024 | XXXVIII Premis Goya | Millors efectes especials     | Mariano García Marty, Jon Serrano, Juan Ventura, Amparo Martínez | Pendent  | [ 13 ] |